# 潘淑妃
潘淑妃（?—453年），南朝宋文帝劉義隆的妃子，出身與生年、本名不詳，始興王劉濬生母，皇太子劉劭、東陽公主劉英娥庶母。

## 生平
潘氏起初以美色被選入宮，但始終沒有得到被宋文帝臨幸的機會，潘淑妃是个很有心计的女子，得知劉義隆有駕羊車巡後宮的習慣，便先將褰帷裝飾一番，並在外頭的地上灑上鹹水，於是劉義隆每次經過潘淑妃這裡，羊都會停下舔地而不前進，而潘淑妃早就精心打扮等候着，百般獻媚，劉義隆說：「羊都會為妳而徘徊不前了，更何況是人呢。」從此對潘淑妃相當寵幸，愛傾後宮，潘淑妃生下一個兒子始興王劉濬，資質端妍，少好文籍。（南史另有一条前后矛盾的記載，說是劉濬生母過世，由潘淑妃養大，但可能是刘骏处死劉濬后为了洗清并追尊潘淑妃而使人进行的杜撰）。
潘淑妃有美色也有智慧，受到宋文帝的寵愛，壓倒後宮諸后妃，都說她只要向宋文帝有所要求，沒有什麽得不到的，皇后袁齊媯便假借她的名義向劉義隆索取金錢回娘家，果真很快就得到一筆龐大的金錢，袁齊媯平素妒忌成性，妒忌宋文帝寵幸潘淑妃，終於憂憤而死。袁齊媯一死，六宮之中沒有皇后，於是最得寵愛的潘淑妃也就實質上掌管了六宮，總管宮內事務，地位有如皇后。但是她的兒子劉濬擔心皇太子劉劭因袁齊媯之死而對他們母子懷恨，便時時巴結討好，與劉劭成為一氣。
劉濬與劉劭友好後，劉劭常因過失而遭劉義隆責備，劉劭與劉濬便意圖咒死劉義隆。後來事跡敗露，劉義隆仍不忍處份兩個兒子，只向潘淑妃說：「皇太子貪圖榮華富貴，還有道理。但是虎頭也這個樣子，我怎麼想都想不透。你們母子兩人，怎麼能一天沒有我？」虎頭，是劉濬的小名。後來劉義隆又追查女巫嚴道育的下落，捉到兩個掩護她的婢女，婢女供詞說是劉濬把嚴道育帶走了。
劉義隆既是惆悵，又是驚駭，便向潘淑妃說他決定要廢劉劭的太子位，並賜劉濬死。潘淑妃得知後，抱著劉濬痛哭流涕說道：「你當初詛咒之事爆發時，本來還希望你能自行改過的，怎知你竟然還把嚴道育藏匿起來！陛下這次責備你責備得相當深，就連我都已經向他下跪磕頭謝罪了，他還是不原諒你。今天我還活著做什麼？你可以拿毒藥來先讓我喝，我不忍心看到你遭到大難啊！」但劉濬只說：「天下事我自有辦法，妳還是別擔心了，我一定不會讓妳受到連累的。」
潘淑妃將劉義隆要廢太子的事告訴劉濬，而劉濬又將此事告訴劉劭，遂起他們兄弟的殺父之心。元嘉三十年（453年）二月二十一日凌晨，劉劭發動政變，殺其父劉義隆。不久又派兵闖入後宮，殺死母亲生前視為眼中钉的潘淑妃。之後向劉濬說潘淑妃被亂兵所殺，劉濬竟回答：「這是下情由来所愿，死何足惜。」刘劭在派人杀害潘淑妃后，派人剖其心。使者迎合刘劭，回道：「心邪。」刘劭说：「邪佞之心，故宜邪也。」
劉駿即位平定劉劭之亂後，杀劉劭、劉濬，追贈潘淑妃為長寧園夫人，並且為她設置守墓人。

## 外部連結
[在维基数据编辑]
 《南史·卷11》，出自李延壽《南史》

1. ↑  《南史·卷14 宋宗室及诸王下》